# Get What You Deserve
Albums de Sodom
Tapping the Vein
(1992) Marooned Live
(1994)
Get What You Deserve est le sixième album studio du groupe de thrash metal allemand Sodom. L'album est sorti en 1994 sous le label Steamhammer Records.
C'est l'album où les éléments de punk rock sont les plus affirmés.
Le titre Angel Dust est une reprise du groupe de thrash metal anglais Venom.

## Liste des morceaux
| No  | Titre                                | Auteur                                     | Durée |
| --- | ------------------------------------ | ------------------------------------------ | ----- |
| 1.  | Get What You Deserve                 | Tom Angelripper                            | 3:44  |
| 2.  | Jabba the Hut                        | Tom Angelripper                            | 2:29  |
| 3.  | Jesus Screamer                       | Andy Brings                                | 1:42  |
| 4.  | Delight in Slaying                   | Tom Angelripper                            | 2:40  |
| 5.  | Die Stumme Ursel                     | Tom Angelripper                            | 3:47  |
| 6.  | Freaks of Nature                     | Tom Angelripper                            | 2:07  |
| 7.  | Eat Me                               | Andy Brings                                | 3:22  |
| 8.  | Unbury the Hatchet                   | Tom Angelripper                            | 2:28  |
| 9.  | Into Perdition                       | Tom Angelripper                            | 2:45  |
| 10. | Sodomized                            | Tom Angelripper                            | 2:43  |
| 11. | Fellows in Misery                    | Tom Angelripper                            | 2:18  |
| 12. | Tribute to Moby Dick (Instrumentale) | Tom Angelripper, Andy Brings, Atomic Steif | 4:21  |
| 13. | Silence Is Consent                   | Tom Angelripper                            | 2:30  |
| 14. | Erwachet!                            | Andy Brings                                | 2:17  |
| 15. | Gomorrah                             | Tom Angelripper                            | 2:19  |
| 16. | Angel Dust (Reprise de Venom)        |                                            | 2:39  |

## Composition du groupe
- Tom Angelripper - Chant, Bass
- Andy Brings - Guitare
- Atomic Steif - Batterie

Membre additionnel
- Maria Palmigiano - Chœurs sur Fellows in Misery